# Acosmerycoides
Acosmerycoides este un gen de insecte lepidoptere din familia Sphingidae.

Cladograma conform Catalogue of Life:
| Acosmerycoides | \| \| Acosmerycoides insignata \| \| \| \| \| \| Acosmerycoides leucocraspis \| \| \| \| \| \| Acosmerycoides obscura \| \| \| \| |
|                | \| \| Acosmerycoides insignata \| \| \| \| \| \| Acosmerycoides leucocraspis \| \| \| \| \| \| Acosmerycoides obscura \| \| \| \| |
|                | Acosmerycoides insignata |
|                | |
|                | Acosmerycoides leucocraspis |
|                | |
|                | Acosmerycoides obscura |
|                | |

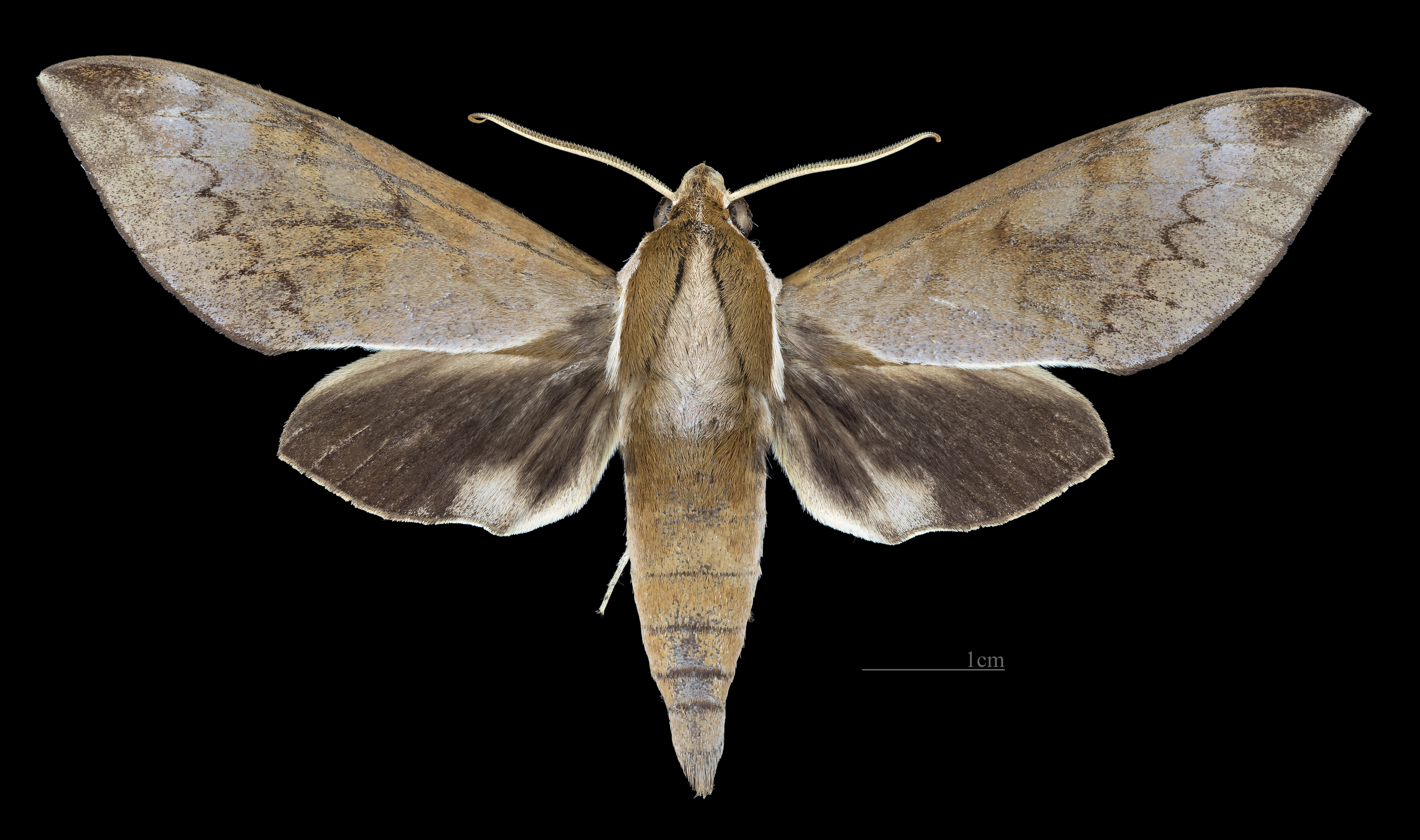
Acosmerycoides harterti ♂
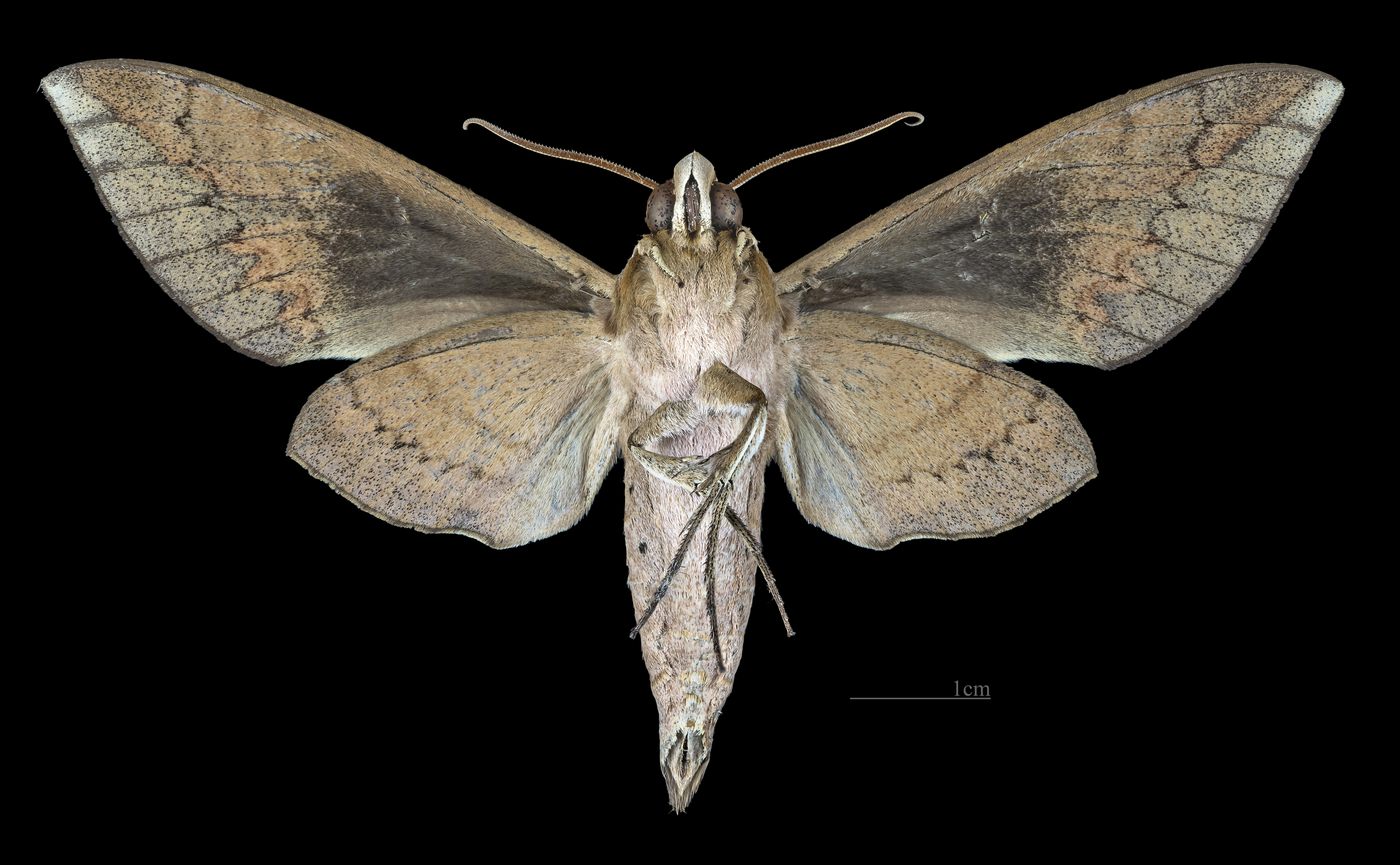
Acosmerycoides harterti ♂   △
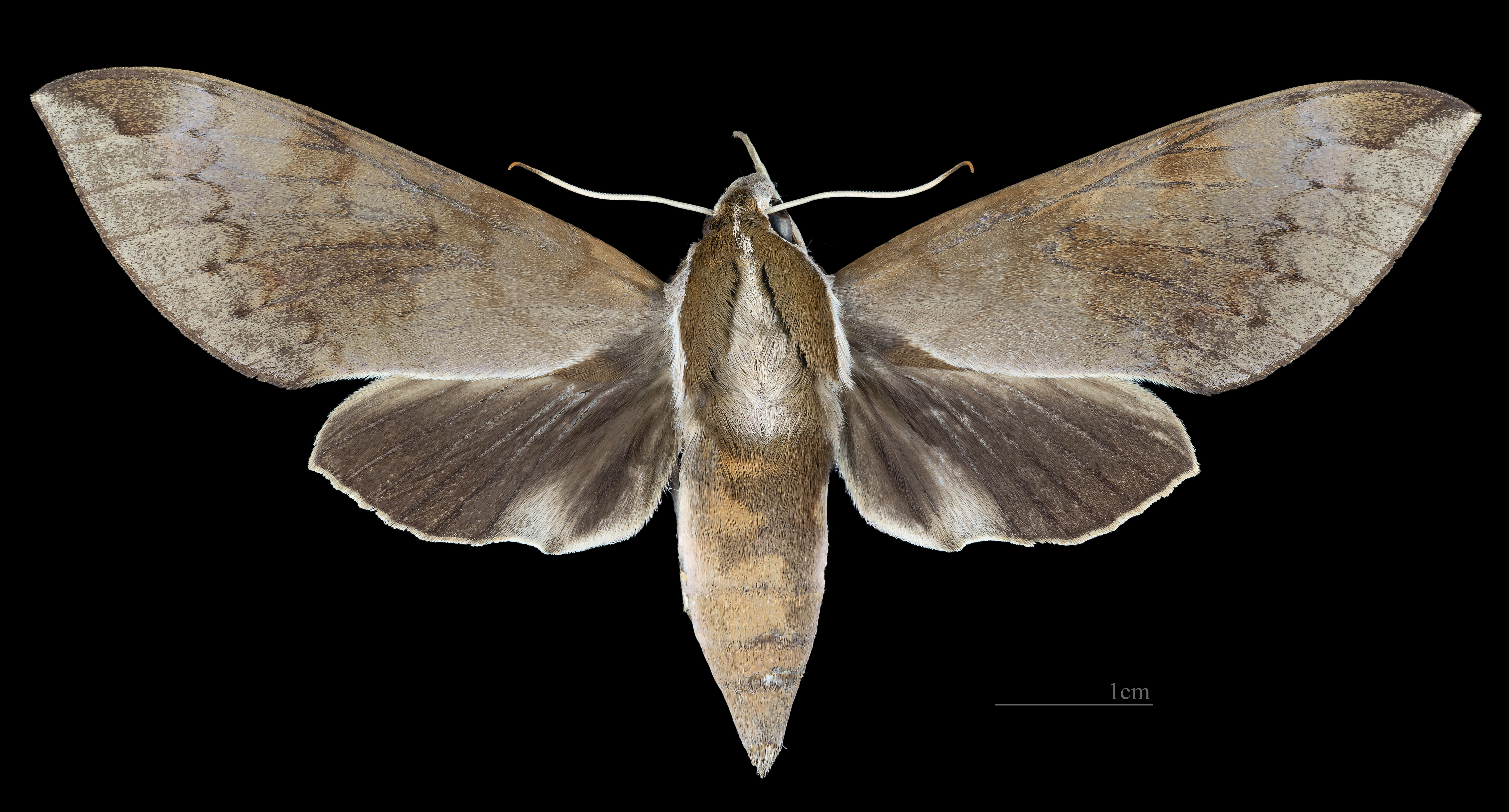
Acosmerycoides harterti  ♀
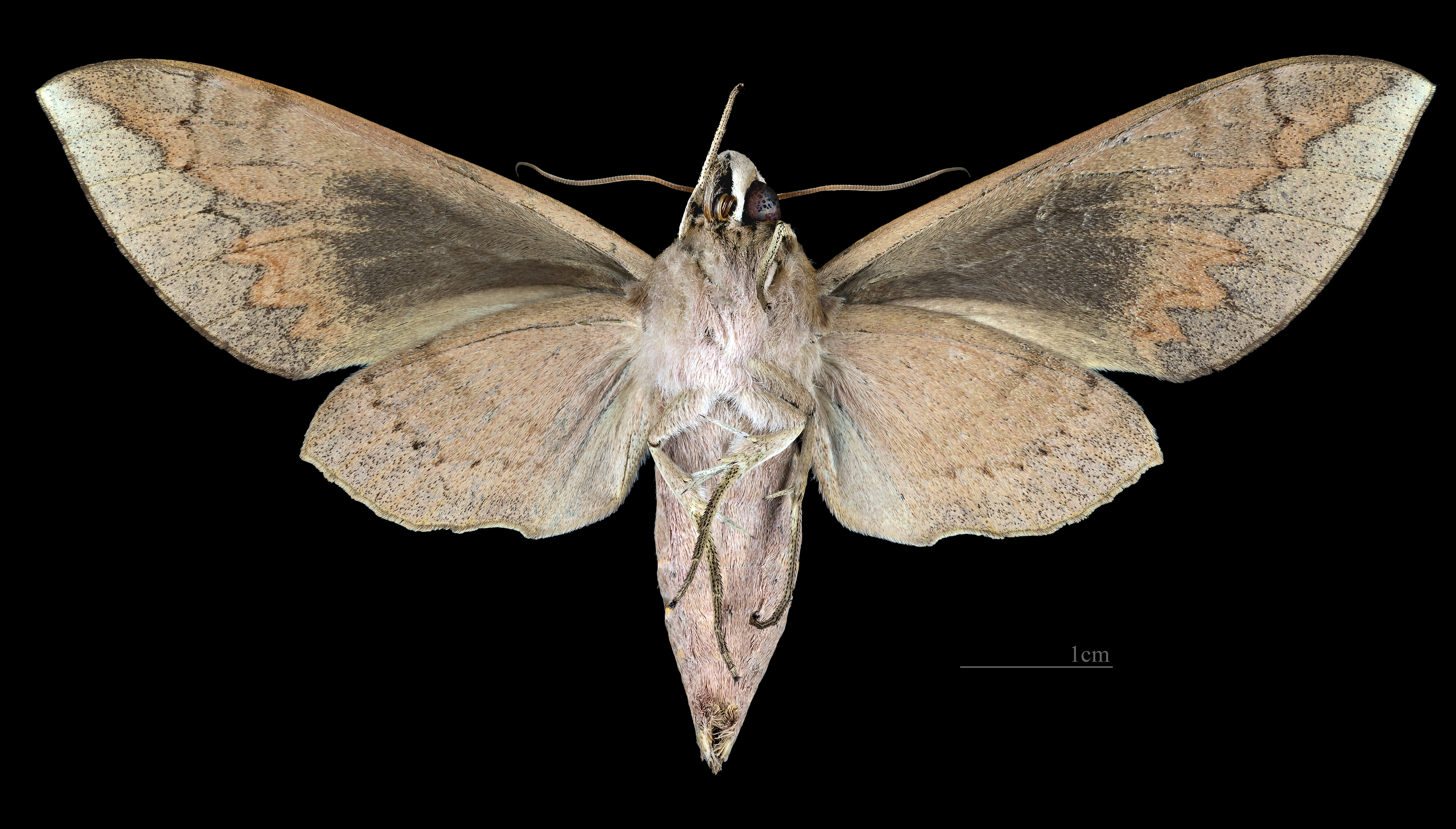
Acosmerycoides harterti  ♀ △